# 涅尔什·伊什特万
涅尔什·伊什特万（匈牙利語：Nyers István，1924年5月25日—2005年3月9日），男，匈牙利足球运动员。他曾当选1948-1949赛季意甲联赛最佳射手。